# Cerkev sv. Štefana in Siksta, Halberstadt
Stolnica svetega Štefana in svetega Siksta v Halberstadtu je ena redkih velikih cerkvenih zgradb francoske sheme v Nemčiji. Vgrajena je v okvir romanskih, baročnih, neogotskih in sodobnih stavb na robu starega mestnega jedra, ki je na severnem vznožju hribovja Harz in je bila močno uničena v drugi svetovni vojni.

## Zgodovina gradnje
Škofija Halberstadt je bila ustanovljena v 9. stoletju kot misijonsko in upravno središče na novo osvojenem plemenskem območju Saške.
Prve škofovska cerkev je bila manjša kamnita zgradba, sledila je 859 posvečena karolinška novogradnja v obliki triladijske bazilike v obliki križa. Ta stolnica se je porušila leta 965, takoj nato pa se je začela graditi otonska stolnica, ki je bila posvečena leta 992 in je skoraj dosegla dimenzije kasnejše gotske stavbe. V 10. stoletju, v bližini Magdeburga, ki je vse bolj služil kot središče otonske vladarske politike in v katerem je Oton I. postavil nadškofijo leta 968 na račun lokalne in Merseburške škofije, se je vse bolj spopadal s Halberstadtom. (Otonska) Stolnica je bila močno poškodovana med uničenjem mesta leta 1179 s strani Henrika Leva, nato pa hitro obnovljena in na novo obokana; posvetitev je bila leta 1220.
Leta 1209 je tekmovalna magdeburška nadškofija začela graditi stolnico, na katero je močno vplivala arhitektura francoske gotske stolnice. Kapitelj Halberstadta je na svoji strani odločil o postopni gradnji "moderne" gotske stolnice, ki se je začela nenavadno z zahodno fasado. Kapitelj je želel še naprej čim dlje uporabljati obstoječo cerkev, saj je bilo pred kratkim veliko denarja vloženega v obokanje.
Zahodna fasada združuje lokalno pozno romansko tradicijo gradnje s sodobnimi zgodnje-gotskimi vplivi, zlasti arhitekturo cistercijanov. Toda zgornji del današnje zahodne fasade je v veliki meri posledica 19. stoletja.
Okoli leta 1260 se je začela gradnja visoke gotske glavne ladje, katere dimenzije - verjetno kot konkurenta Magdeburgu, v primerjavi s prvotnim načrtom - so se znatno povečale. Ladja doseže impresivno višino 27,0 m, stranski ladji sta visoki 14,0 m. Vendar pa so v tej drugi fazi gradnje zgrajene le prve tri obočne pole ladje, zato je bilo potrebno ohraniti staro kupolo. Za razliko od Magdeburga so ti prvi oboki mnogo bližje francoskim modelom, še posebej sistem reber je tukaj v celoti razvit, vendar v "nemški" redukciji. Kot model bi morala tu služiti stolnica v  Reimsu. Vendar pa je gradnja zaradi notorično slabega finančnega stanja stolnice trajala približno 50 let.
Ker se finančno stanje škofije ni tako hitro izboljšalo, je bilo odločeno, da se stara stolnica še nekaj časa uporablja. Začela pa se je sredi 14. stoletja na drugi strani gradnja kapele. Okoli leta  1350 so se začela rušitvena dela za kor, ki je temeljil na razmerjih zahodnega oboka glavne ladje. Obdobje gradnje je trajalo približno 60 let do posvetitve leta 1401. Kasneje je bilo dodanih še nekaj kapel.
Stolnica je zdaj predstavljala nekoliko čudno sliko, ker je bila med gotskim zahodnim in vzhodnim delom še vedno otonska glavna ladja. Tega stanja niso želeli dolgo gledati; gradbena dela za manjkajoči gotski vzhodni del ladje in transepta so se verjetno začela kmalu po koru. Po naslednjih 90 letih, leta 1491, je bilo mogoče posvetiti celo stolnico.
Kot zadnji poznogotski dodatek je bila leta 1514 dokončana nova kapiteljska dvorana (leta 1945 je bil uničen obok), leta 1516 pa je bil glavni ladji dodan bronasti lestenec.
Prvi protestantski halberstadtski škof Henrik Julius je predstavil protestantsko doktrino leta 1591 v stolnici. Sprva je do konca tridesetletne vojne imela mešan konfesionalni kapitelj. Od takrat je katedrala protestantska župnijska cerkev.
Naslednja stoletja - do konca druge svetovne vojne - je v bistvu ohranila srednjeveški videz; največji gradbeni ukrep je bila obnova zahodnih stolpov.
8. april 1945 je končno prinesel propad starega mesta Halberstadt s svojimi več kot tisoč ohranjenimi pollesenimi hišami. Tudi stolnico je močno prizadelo 12 bomb. Medtem ko je bilo staro mestno jedro večinoma opuščeno po poškodbah po vojni, je DDR-ov Denkmalpflege  izvedel obsežne ukrepe za zagotovitev in obnovitev velike gotske stolnice. Obnova se je nadaljevala nepretrgoma.
15. septembra 2010 je bil nad križiščem ponovno postavljen strešni jezdec.

## Opis
Stolnica je dolga, triladijska, visoko do poznogotska bazilika s tlorisom križa. Na jugu so samostanske stavbe s štirikrakim križnim hodnikom ter Neuenstädter Kapelle. Impresivna dvojna stolpa zahodne fasade je bilo treba porušiti in obnoviti proti koncu 19. stoletja. Spodnji del z zgodnjegotskim glavnim portalom je še vedno precej izviren.
Tip klasične francoske stolnice je bil sprejet v Nemčiji le v nekaj večjih stavbah kar dosledno, kot je tu očitno. Zlasti odprti zunanji oporniki prispevajo k temu celotnemu vtisu, čeprav so bile posamezne oblike znatno zmanjšane v primerjavi z modeli. Oporniki so bili izvedeni v Halberstadtu preprosto, medtem ko so francoske cerkve imele po navadi dvojen ali celo trojen oporni sistem. Zaradi tega opornega sistema zgleda Halberstadtska stolnica gledalcu modernejša in veličastnejša od stolnice v Magdeburgu, ki se je popolnoma odpovedala tem tipičnim gotskim elementom.
Notranjost je bila v veliki meri rešena med post-srednjeveškimi spremembami. Glavna ladja, obokana predvsem s preprostimi rebrastimi oboki, ima bogatejše (poznogotske) oboke le v stranskih ladjah in transeptih. Kor in župnijska soba sta ločena s poznogotsko korno pregrado.
Kot pri francoskih modelih so stranske ladje podaljšane okoli kora kot ambulatorij, vendar je bil venec kapelic opuščen - razen Marijine kapele.

### Klavzura in križni hodnik
Klavzura otonove predhodnice je bila že na sedanjem mestu. Ohranjeni sta dve sobi iz prve polovice 12. stoletja, vključno z dvema ladjama, križno obokani.
Štirikraki, dvonadstropni križni hodnik sega v 13. stoletje. Vendar pa so "zgodnjegotska" arkadna polnila sestavina 19. stoletja. V zgornjem nadstropju so deli pomembne zakladnice.
Križno obokana Neuenstädter kapela (1503) je dostopna iz zahodnega kraka križnega hodnika in vsebuje lep poznogotski krilni oltar.
Nad severnim krilom je velika nova kapiteljska dvorana, katere veličasten rebrast obok je bil po uničenju med vojno nadomeščen z ravnim betonskim stropom.

## Oprema
Stolnica preseneča s svojo srednjeveško opremo, ki je bila ohranjena v nenavadni popolnosti. Iz srednjega veka je v bistvu le nekaj grobnic in epitafov, baročni prospekt orgel in renesančna prižnica.
Zlasti v Marijini kapeli, kljub vojnim izgubam, so se ohranila nekatera pomembna gotska steklena okna. Celotno sliko so obnovili sodobni dodatki Charlesa Crodela.
Od drugih umetniških del lahko na kratko omenimo le najpomembnejše. Romanski krstilnik in impresivna skupina z razpelom nad korno pregrado so ohranjeni iz stare otonske stolnice.
Sama korna pregrada je elegantno, poznogotsko delo z lepo kiparsko dekoracijo.
Bogastvo plastičnih gotskih skulptur je sicer izjemno. V Marijini kapeli Magi častijo Devico in otroka (približno 1360), korne stebre krasi dvanajst apostolov in dva škofijska pokrovitelja (okoli 1425 do okoli 1470). Prečna in dolga ladja imata tudi bogato kiparsko dekoracijo.
V koru so še vedno gotske klopi (okoli 1400) in poznogotska omara.

## Mere
- dolžina glavne ladje: 102 m
- višina glavne ladje do oboka: ca. 27,0 m
- višina stranskih ladij: 14,0 m
- višina stolpov: 91 m

## Zakladnica
Zakladnica Halberštatske stolnice, ki izhaja iz plena škofa Konrada von Krosigka iz četrte križarske vojne, verjetno svoje stanje ohranjenosti dolguje uvedbi protestantske veroizpovedi (reformacija) leta 1591. Protestantska liturgija je zavrnila številne dele katoliškega obreda in jih uporabila za bogoslužje. Kapitelj je bil - posebnost v zgodovini nemške škofije - izpovedno mešan, zato so obstajali protestantski in katoliški kanoniki. Katoliški del je bil seveda za ohranjanje starih draguljev, protestantski pa bi jih gotovo želel prodati.
Nekdaj veliko bogatejša zaloga se je skozi stoletja bistveno zmanjšala, zlasti kardinal Albrecht iz Brandenburga, ki je bil tudi škof Magdeburga in Halberstadta, je "ugrabil" večje dele v Halle (Saale) in Mainz.
Kljub vsem izgubam je zakladnica še vedno ena najbolj dragocenih in najbogatejših v Nemčiji in tudi v Evropi. Iz obilice ohranjenega so poudarjeni nekateri pomembni deli:
- bizantinski konzularni diptih (Ravenna, 417)
- Poznoromanska Halberstadtska omara
- Romanska Abraham-Engel tapiserija
- Romanska Kristus-apostol tapiserija (1151/1200)
- Bizantinski liturgični krožnik
- Beneški kristalni križ (13. stoletje)